# Inveraray
Inveraray (Inbhir Aora in gaelico) è un comune del distretto di Argyll e Bute, in Scozia, situato sulla costa occidentale del Loch Fyne, sulla A83. È il capoluogo della regione storica dell'Argyll e residenza del Duca di Argyll. La sua popolazione è di circa 590 abitanti (2004).
I caratteristici edifici bianchi sulla riva del Loch Fyne, il castello ed altre attrazioni rendono Inveraray una frequentata meta turistica. La prigione, di epoca georgiana, è ora un museo.  Altre attrazioni sono l’Argyll Folk Museum e la celtica croce di Inveraray. Nel porto sono ormeggiati la nave Arctic Penguin, che ospita il Museo Marittimo, ed il battello Clyde puffer.

## Storia

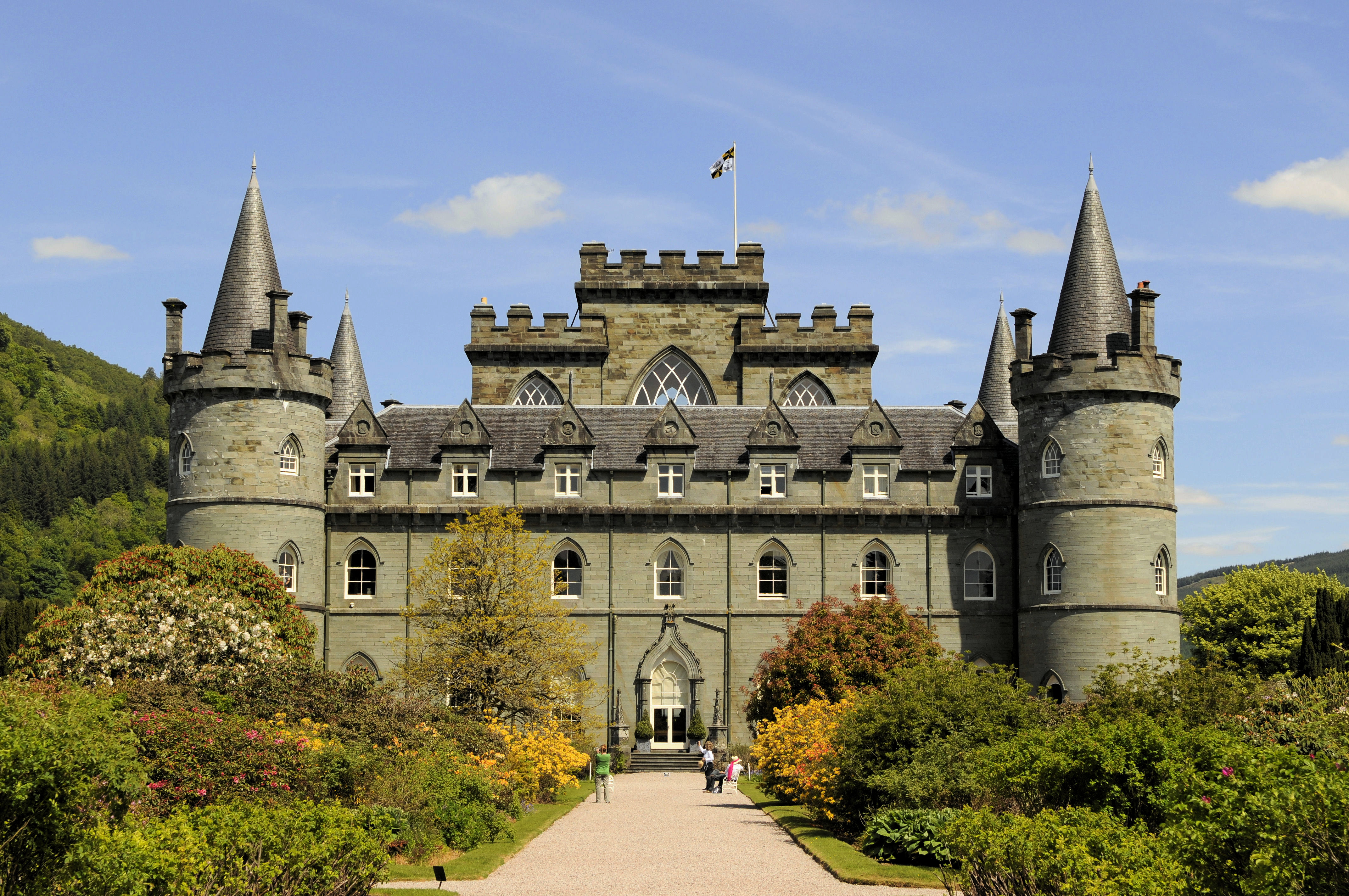
Il Castello di Inveraray

Le origini della città risalgono alla metà del XV secolo, quando il clan dei Campbell abbandonò la dimora sull'isola di Innis Chonnell nel Loch Awe per costruirne una nuova fortificata sul sito dell'attuale castello di Inveraray. Il nucleo abitato che vi crebbe attorno acquisì lo status di burgh of barony nel 1472 e di royal burgh nel 1648. Nel 1744 il duca di Argyll Archibald Campbell decise di far demolire il castello esistente per costruirne uno nuovo sullo stesso sito, demolendo anche il villaggio per ricostruirlo ad un miglio di distanza. Prima della ricostruzione del castello la città era poco più che un insieme di modeste abitazioni, con una scuola, una chiesa ed una dogana. Nonostante l'architetto William Adam avesse ideato un piano per la nuova Inveraray già nel 1747, fu solo dopo il 1770, con il quinto duca di Argyll, che cominciò l'effettiva ricostruzione della città nella sua forma attuale, prevalentemente attribuibile all'architetto Robert Mylne.
Allo stesso periodo risalgono anche sostanziali miglioramenti alle reti di comunicazione. In seguito alla ribellione dei clan delle Highlands nel 1745-6, divenne fondamentale garantire all'esercito un accesso rapido alla regione delle Highlands. Fu così creata una rete di strade e ponti per consentire un rapido spostamento delle truppe di stanza nelle basi strategiche di Fort William, Fort Augustus e Fort George in caso di nuove insurrezioni. L'Aray Bridge vicino al castello risale al 1775 e l'attuale percorso della A83 lungo il Loch Fyne ripercorre una di queste antiche strade militari.
Inveraray è oggi uno dei migliori esempi di urbanistica scozzese dell'Ottocento e molti degli edifici del centro sono protetti per via del loro valore architettonico.
Inveraray è inoltre ricordata per diverse scene girate per la realizzazione del film Disney Le tre vite della gatta Tomasina.

## Castello

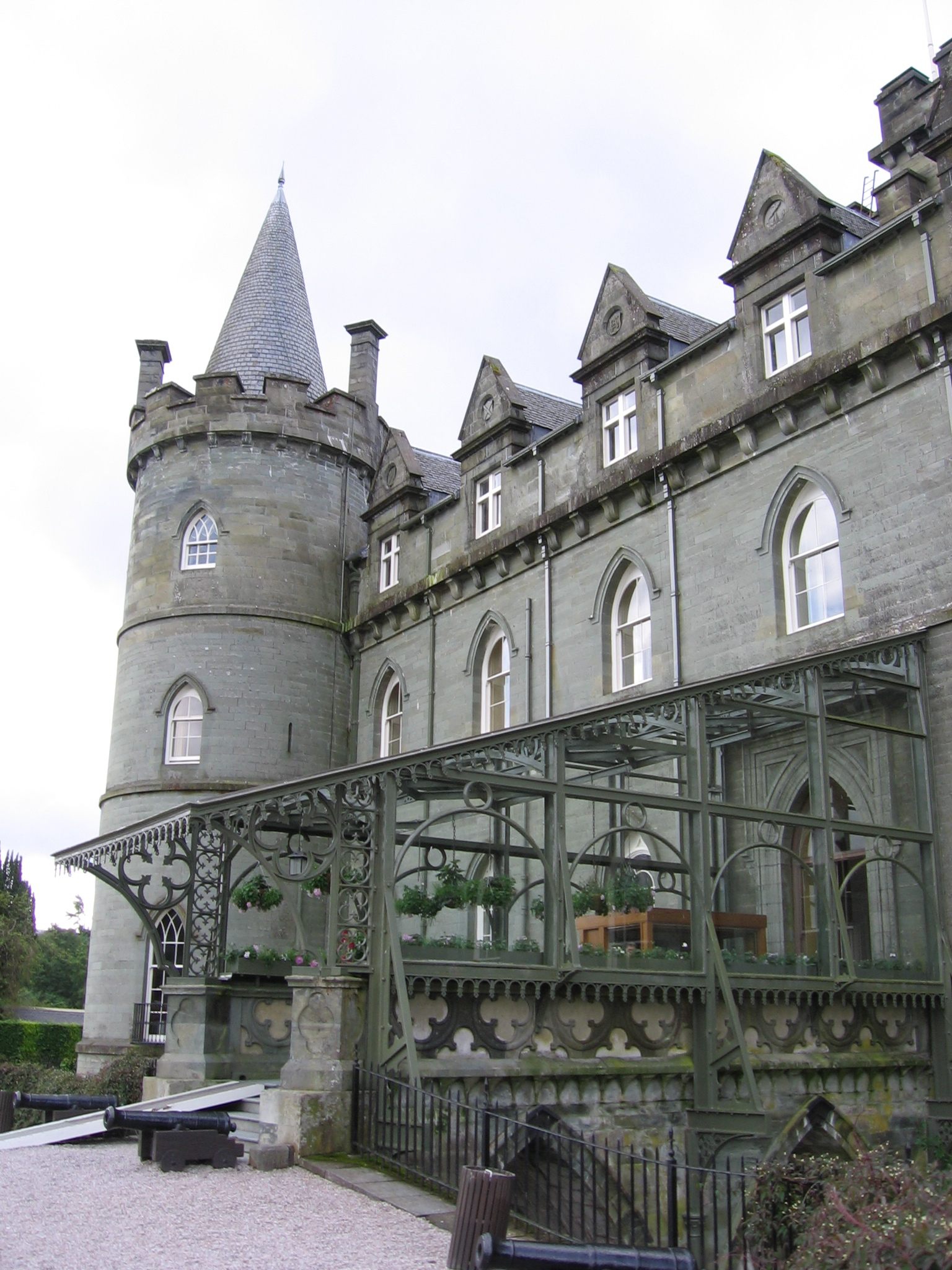
Uno scorcio

Il castello di Inveraray è la sede storica del Clan Campbell, duchi di Argyll. È situato in un grande parco ad ovest del centro della città.
Il disegno originale del castello fu realizzato nel 1720 dall'architetto John Vanbrugh, che progettò anche il Blenheim Palace. Il disegno fu successivamente sviluppato dagli architetti Roger Morris e William Adam, che supervisionò l'inizio dei lavori nel 1746, commissionati da Archibald Campbell, terzo duca di Argyll. Il castello fu completato nel 1789 con John Campbell, quinto duca di Argyll. Per preservare l'aspetto d'insieme del castello, il villaggio originale fu demolito e ricostruito ad un miglio di distanza.
Caratterizzato dall'eclettica fusione di stili architettonici (barocco, palladiano e gotico), si tratta di una costruzione quadrata con quattro torri cilindriche dalla sommità conica a ciascun angolo. È circondato da 2 acri di giardino e 14 di parco, vicino alle rive del Loch Fyne.
Il castello fu danneggiato da due incendi nel 1877 e 1975, ma la maggior parte dell'edificio è sopravvissuta o è stata restaurata. L'interno contiene eccezionali arredamenti del XVIII e XIX secolo. In particolare, l'elaborata decorazione della sala da pranzo statale, completata nel 1784, è l'unico lavoro sopravvissuto dei pittori francesi Girard e Guinard, ai quali Giorgio IV commissionò l'arredamento della sua dimora londinese, Carlton House. L'armeria, che contiene una mostra di armi risalenti alla metà del XVIII secolo, ha il soffitto più alto di Scozia (21 metri).
Il castello di Inveraray è tuttora la residenza del duca di Argyll e della sua famiglia, ma è aperto ai visitatori in determinati periodi dell'anno.

## Prigione

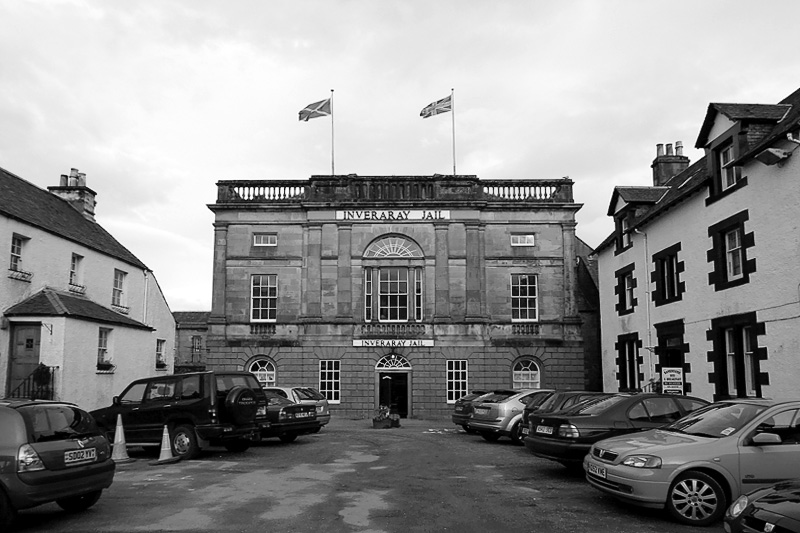
La prigione.

La prigione di Inveraray fu costruita sul progetto del 1813 di James Gillespie Graham, che sostituì il progetto originale di Robert Reid, abbandonato per mancanza di fondi (prevedeva, oltre al palazzo di giustizia, tre prigioni: una per gli uomini, una per le donne ed una per i debitori). Sia il palazzo di giustizia che la prigione furono aperti nel 1820. L'aula giudiziaria, al primo piano, è un emiciclo dotato di ampie vetrate con una magnifica vista sul cortile della prigione e sul Loch Fyne.
La prigione, a due piani, ha muri di pietra rossa spessi quasi un metro. Le celle erano originariamente otto, disposte su entrambi i livelli. Nel 1848 fu aperta una seconda prigione, su disegno di Thomas Brown, dotata di dodici celle disposte su tre piani e due cortili esterni per gli esercizi, separati da un muro, per impedire che i prigionieri fraternizzassero.
Con il Prisons Act del 1877, il governo assunse il controllo delle prigioni e iniziò la costruzione di prigioni più grandi nei centri abitati più importanti. L'apertura della prigione di Barlinnie a Glasgow nel 1882 portò alla chiusura delle piccole prigioni locali della Scozia occidentale, tra cui, per ultima, quella di Inveraray, nel 1889. Il tribunale continuò invece la sua attività fino al 1954.